# Oleksandr Chyžnjak
Oleksandr Oleksandrovyč Chyžnjak (in ucraino Олександр Олександрович Хижняк?; Poltava, 3 agosto 1995) è un pugile ucraino, campione olimpico dei pesi medi a Parigi 2024.
Come dilettante ha rappresentato l'Ucraina ai campionati mondiali giovanili del 2012, conquistando una medaglia d'oro nei pesi medi.
Agli europei del 2019 a Minsk sconfisse in finale dei pesi medi l'italiano Salvatore Cavallaro.

## Palmarès
- Giochi olimpici

Tokyo 2020: argento nei pesi medi
Parigi 2024: oro nei pesi medi
- Campionati mondiali

Amburgo 2017: oro nei pesi medi.
- Campionati europei

Kharkiv 2017: oro nei pesi medi.
- Giochi europei

Baku 2015: bronzo nei pesi medio massimi.
Minsk 2019: oro nei pesi medi.
Cracovia 2023: oro nei pesi medio massimi.
- Campionati mondiali giovanili

Erevan 2012: oro nei pesi medi.